# پاسکال ژودلویچ
پاسکال ژودلویچ (انگلیسی: Pascal Judelewicz؛ زادهٔ) بازیگر و تهیه‌کننده فیلم اهل فرانسه است.
از فیلم‌ها یا برنامه‌های تلویزیونی که وی در آن نقش داشته است می‌توان به کیو، یک محصول بهشتی و هوایی چنان پاک اشاره کرد.